# Suppo
Suppo (obersorbisch Supow) ist ein Ortsteil der Stadt Schirgiswalde-Kirschau in Sachsen.

## Geographie
Suppo befindet sich südöstlich von Bautzen im Lausitzer Bergland. Der Bauernweiler liegt am südwestlichen Fuße des 402,2 m hohen Herrnsberges über dem Tal des Cunewalder Wassers an der ehemaligen Bahnstrecke von Großpostwitz nach Löbau. Der nordwestlich gelegene Hügel Susanka wurde durch eine Sandgrube abgetragen.

## Geschichte
Die erste Erwähnung von „Suppe“ erfolgte 1419. Der Ortsname leitet sich nach Ansicht von Arnošt Muka vom sorbischen Wort „sup“ (Geier) her. Die Ansiedlung gehörte immer zu den Besitzungen des Bautzener Domstiftes. Zwischen 1889 und 1890 wurde durch die Fluren von Suppo die Eisenbahnstrecke Großpostwitz–Obercunewalde angelegt. Am 1. April 1936 wurde Suppo nach Halbendorf im Gebirge eingemeindet. Zu den drei Bauernhöfen über dem Tal des Cunewalder Wassers kamen in der zweiten Hälfte des 20. Jahrhunderts noch zwei neue Häuser am Rande von Neueulowitz hinzu. 1964 entstand eine Sauenzuchtanlage. Zusammen mit Halbendorf wurde Suppo 1973 nach Crostau eingemeindet. Seit dem 1. Januar 2011 gehört Suppo zur Stadt Schirgiswalde-Kirschau.

## Bevölkerung und Sprache
Für seine Statistik über die sorbische Bevölkerung in der Oberlausitz ermittelte Arnošt Muka in den achtziger Jahren des 19. Jahrhunderts eine Bevölkerungszahl von 27 Einwohnern; darunter waren 14 Sorben und 13 Deutsche. Suppo lag damals am äußersten Südrand des sorbischen Mehrheitsgebietes; das benachbarte Halbendorf war bereits damals überwiegend deutsch. Der Sprachwechsel zum Deutschen vollzog sich im Ort im Wesentlichen um die Wende zum 20. Jahrhundert. Seither ist die Sprache aus dem Alltag weitgehend verschwunden.